# Iarok, Ujhorod
Iarok (în ucraineană Ярок) este localitatea de reședință a comunei Iarok din raionul Ujhorod, regiunea Transcarpatia, Ucraina.

## Demografie
Componența lingvistică a localității Iarok
     Ucraineană (96,41%)
     Rusă (2,07%)
     Maghiară (1,24%)
     Alte limbi (0,28%)
Conform recensământului din 2001, majoritatea populației localității Iarok era vorbitoare de ucraineană (96,41%), existând în minoritate și vorbitori de rusă (2,07%) și maghiară (1,24%).